# Juan Bautista Esquivel
Juan Bautista Esquivel Lobo (* 12. August 1980 in San Ramón de Alajuela) ist ein ehemaliger costa-ricanischer Fußballspieler auf der Position eines Mittelfeld-, Flügel- und Abwehrspielers, der im Jahre 2006 im Alter von 25 Jahren seine Karriere als Aktiver aufgrund von Herzproblemen beenden musste. Zu diesem Zeitpunkt war er Stammspieler von CD Saprissa, mit dem er zahlreiche Erfolge einfuhr, und vierfacher costa-ricanischer Nationalspieler. In seinem Heimatland ist er vor allem unter seinem Rufnamen Juanbau, einer Mischung seiner beiden Vornamen, bzw. unter seinem weiteren Rufnamen Juancho bekannt.

## Karriere

### Vereinskarriere
Der im Jahre 1980 in der costa-ricanischen Stadt San Ramón de Alajuela geborene Esquivel begann seine Vereinskarriere im Nachwuchs des costa-ricanischen Rekordmeisters CD Saprissa. Bei diesem durchlief er sämtliche Jugendspielklassen, ehe er es in der Saison 1997/98 erstmals in die Herrenmannschaft mit Spielbetrieb in der Liga de Fútbol de Primera División geholt. Dort gab er schließlich in einem Spiel gegen AD Limonense sein Profidebüt für los Morados. Nachdem er mit dem Team die Clausura 1997/98 gewonnen hatte, wurde er, nachdem Apertura und Clausura zu einer Gesamttabelle zusammengefügt wurden, erstmals costa-ricanischer Meister.
Im Jahre 1998 war er mit Saprissa Sieger der Copa Interclubes UNCAF, der zentralamerikanischen Klubmeisterschaft, die zu diesem Zeitpunkt noch unter dem Namen Copa de Grandes de Centroamerica ausgetragen wurde, und konnte mit dem Team daraufhin auch die Apertura und Clausura 1998/99 gewinnen und wurde somit zum zweiten Mal in Folge Gesamtmeister der costa-ricanischen Erstklassigkeit. In der nachfolgenden Saison musste er sich mit dem Klub in beiden Meisterschaftsteilen gegen LD Alajuelense geschlagen geben, der sich daraufhin den 20. Meistertitel in der Klubgeschichte sicherte. 2000/01 wurde die Saison etwas verändert zu den Vorjahren ausgetragen, wobei sich Esquivel und sein Team in beiden Teilen nicht durchsetzen konnten und der übermächtige LD Alajuelense erneut Meister wurde.
Etwas besser ging es der Mannschaft von August bis September 2001 während der zentralamerikanischen Klubmeisterschaft, wo es die Mannschaft in der Finalrunde hinter dem CSD Municipal aus Guatemala auf den zweiten Rang brachte. Nach einem zweiten Platz in der Apertura 2001 reichte es in der Clausura 2002 lediglich für einen fünften Platz, was einen dritten Platz im Endklassement bedeutete. Einen Aufschwung erlebte das Team rund um Juanbau ab der Spielzeit 2002/03, als die Mannschaft nach einem Vizemeistertitel in der Apertura und einem fünften Rang in der Clausura in der Gesamttabelle noch auf den zweiten Platz vorrückte. Der neuerliche Durchbruch folgte aber mit 2003/04, als die Mannschaft nach einem deutlichen Sieg der Apertura in der Clausura nur knapp einen zweiten Platz hinter dem CS Herediano erreichte, schaffte das Team des defensiv spielenden Juan Bautista Esquivel im Entscheidungsspiel nur einen knappen 3:2-Erfolg über den Klub aus Heredia, obwohl man in der Gesamttabelle mit 15 Punkten deutlich vor dem Verfolger lag.
Nach 1998 konnte das Monstruo Morado auch 2003 wieder den Copa Interclubes UNCAF für sich entscheiden und war beim nach sich ziehenden CONCACAF Champions’ Cup 2004, wo das Team im Viertelfinale einstieg, sehr erfolgreich. Dabei schaffte es CD Saprissa bis ins in einem Hin- und Rückspiel ausgetragene Finale, wo das Team ausgerechnet den Landsmännern von LD Alajuelense unterlag. Lau verlief daraufhin die Saison 2004/05, in der sich Saprissa abermals nicht gegen Alajuelense durchsetzen konnte. Dennoch qualifizierte sich Esquivels Mannschaft mit einem zweiten Platz beim Copa Interclubes UNCAF für den CONCACAF Champions’ Cup 2005, wo das Team im Finale die UNAM Pumas bezwang, zum dritten Mal nach 1993 und 1995 dieses Turnier gewann und sich somit für die FIFA-Klub-Weltmeisterschaft 2005 qualifizierte.
Wohl eines der besten Jahre in der bereits 70-jährigen Klubgeschichte feierte das Team 2005, wobei dieses Jahr für Esquivel persönlich nicht zu den besten seines bisherigen Lebens zählte. Während der Defensivakteur mit der Mannschaft im Ligageschehen nach Siegen der Apertura und der Clausura den 24. Meistertitel, für Juan Bautista Esquivel persönlich war es der vierte Meistertitel, gewann, triumphierte das Team bei der Klub-Weltmeisterschaft. Nach einem 1:0-Sieg über den Sydney FC im Viertelfinale schied die Mannschaft zwar mit einer 0:3-Niederlage gegen den FC Liverpool konnte aber im anschließenden Spiel um Platz 3 einen 3:2-Erfolg über al-Ittihad einfahren, was dem Team damit einen der größten Erfolge in der bisherigen Vereinsgeschichte einbrachte. Getrübt wurde diese Siegesserie nur von Esquivels vorzeitigem Karriereende im Alter von 25 Jahren, weil bei ihm eine Hypertrophe Kardiomyopathie, eine angeborene Fehlfunktion des Herzens, festgestellt wurde, die ihn stark herzinfarktgefährdet machte. Nach ersten Untersuchungen im Dezember 2005, noch vor der Klub-WM, wurde die Diagnose Anfang 2006 gestellt. Bereits sein Vater war sieben Jahre zuvor an einem Herzinfarkt gestorben, was er unter anderem auch zum Anlass nahm, seine Karriere umgehend zu beenden. Um eine bessere medizinische Versorgung als in Costa Rica zu gewährleisten, musste Esquivel daraufhin für diverse Untersuchungen und Tests nach Mexiko.
Da der Verein den Spieler jedoch nicht ziehen lassen wollte, sein Vertrag lief erst mit dem Ende der Saison 2006/07 aus, wurde dem Spieler schlussendlich vom General Manager Jorge Alarcón angeboten in anderen Funktionen für den Verein tätig zu sein, unter anderem als Ausbilder im Nachwuchsbereich und unterklassigen Bereich. Bis zu seinem offiziellen Karriereende hatte er es 2005/06 noch zu 15 Ligaeinsätzen für Saprissa gebracht.

### Nationalmannschaftskarriere
Erste internationale Erfahrungen sammelte Esquivel unter anderem für die costa-ricanische U-17-Nationalauswahl, mit der er unter anderem an der U-17-WM 1997 in Ägypten teilnahm, für die sich das Team nach einem Platz unter den Top 3 der CONCACAF U-17-Meisterschaft des Jahres 1996 qualifiziert hatte. Beim Turnier auf ägyptischem Boden konnten sich die Costa-Ricaner in der Gruppe D allerdings nicht gegen die Alterskollegen aus Ghana, Argentinien und Bahrain durchsetzen und schieden nach drei Niederlagen vom laufenden Turnier aus. Esquivel gelang bei der 1:3-Niederlage gegen Bahrain der einzige Treffer seines Heimatlandes in diesem Turnier.
Etwa eineinhalb Jahre später nahm der 1,71 m große Defensivspieler mit den costa-ricanischen U-20-Junioren an der Junioren-WM 2009 in Nigeria teil. Juancho wurde beim Turnier in drei von vier Spielen seiner Mannschaft eingesetzt, lediglich das Eröffnungsspiel gegen den Gastgeber versäumte er. Nur knapp schaffte es die U-17-Nationalelf aus Costa Rica ins Achtelfinale, wo sie allerdings Ghana mit 0:2 unterlag und vom laufenden Wettbewerb, der von Spanien mit späteren A-Nationalspielern wie Iker Casillas, Xavi, Gabri, Carlos Marchena, Pablo Orbaiz oder Daniel Aranzubia gewonnen wurde, ausschied.
Im Jahre 2002 wurde Esquivel erstmals in die A-Nationalmannschaft seines Heimatlandes geholt, für die er am 27. März 2002 in einem Freundschaftsspiel gegen Marokko debütierte. Beim übernächsten Spiel gegen Südkorea am 20. April 2002 brachte er es zu einem weiteren Kurzeinsatz, gefolgt von einem weiteren Kurzeinsatz gegen Ecuador am 16. Oktober 2002. Bis zum Folgejahr kam er auf einen weiteren Länderspieleinsatz, wobei er sein letztes Spiel im November 2003 gegen Finnland bestritt und danach bis zu seinem Karriereende nicht mehr einberufen wurde.

### Trainerkarriere
Nachdem er in den Jahren nach seinem Abgang weiterhin für CD Saprissa in verschiedenen Tätigkeitsbereichen im Einsatz war, und auch kurzzeitig mit diversen Tätigkeiten beim Brujas FC betraut war, schloss er sich im Juni 2009 zusammen mit Pablo Alejandro Izaguirre und José Luis Torres als Trainergespann dem damaligen costa-ricanischen Zweitligisten CD Barrio México an. Dort war er bis einschließlich 2010 Assistenztrainer, ehe das Trainerteam durch Marvin Solano ersetzt wurde, der die Geschicke des Herrenteams jedoch auch nur über einen kurzen Zeitraum leitete.

## Erfolge
- 4× Meister der Liga de Fútbol de Primera División: 1997/98, 1998/99, 2003/04 und 2005/06
- 2× Sieger der Copa Interclubes UNCAF: 1998 und 2003
- 2× Finalist der Copa Interclubes UNCAF: 2001 und 2004
- 1× Sieger des CONCACAF Champions’ Cup: 2005
- 1× Finalist des CONCACAF Champions’ Cup: 2004
- 1× 3. Platz bei der FIFA Klub-Weltmeisterschaft: 2005

## Privates
Mit seiner Ehefrau María del Mar Chacon hat er eine Tochter mit dem Namen Alisson, die zum Zeitpunkt des Karriereendes ihres Vaters zirka ein Jahr alt war.